# Frederick Drandua
Frederick Drandua (* 12. August 1943 in Uleppi; † 1. September 2016 in Nsambya) war ein ugandischer Geistlicher und römisch-katholischer Bischof von Arua.

## Leben
Frederick Drandua empfing am 9. August 1970 die Priesterweihe für das Bistum Arua.
Papst Johannes Paul II. ernannte ihn am 27. Mai 1986 zum Bischof von Arua. Die Bischofsweihe spendete ihm der Erzbischof von Kampala, Emmanuel Kiwanuka Kardinal Nsubuga, am 15. August desselben Jahres; Mitkonsekratoren waren Emmanuel Wamala, Bischof von Kiyinda-Mityana, und Cesare Asili, Bischof von Lira. 
Am 19. August 2009 nahm Papst Benedikt XVI. seinen vorzeitigen Rücktritt an.